# Sant Jaume del Puig
Sant Jaume del Puig és una església catòlica de la ciutat de Perpinyà, a la comarca del Rosselló, de la Catalunya del Nord.
És probablement l'església més coneguda de la ciutat després de la Catedral de Sant Joan Baptista. Està situada en el barri del mateix nom, al carrer de la Miranda, al cim d'un de les dos turons de Perpinyà (el Puig). És també una de les quatre parròquies originàries de la ciutat.
Aquesta església és el punt de partida, el Divendres Sant, de la processó dels misteris (Processó de la Sanch), tradició religiosa catalana que, des del segle xv, commemora la passió de Crist.
L'edifici està catalogat com a monument històric de França.

## Història

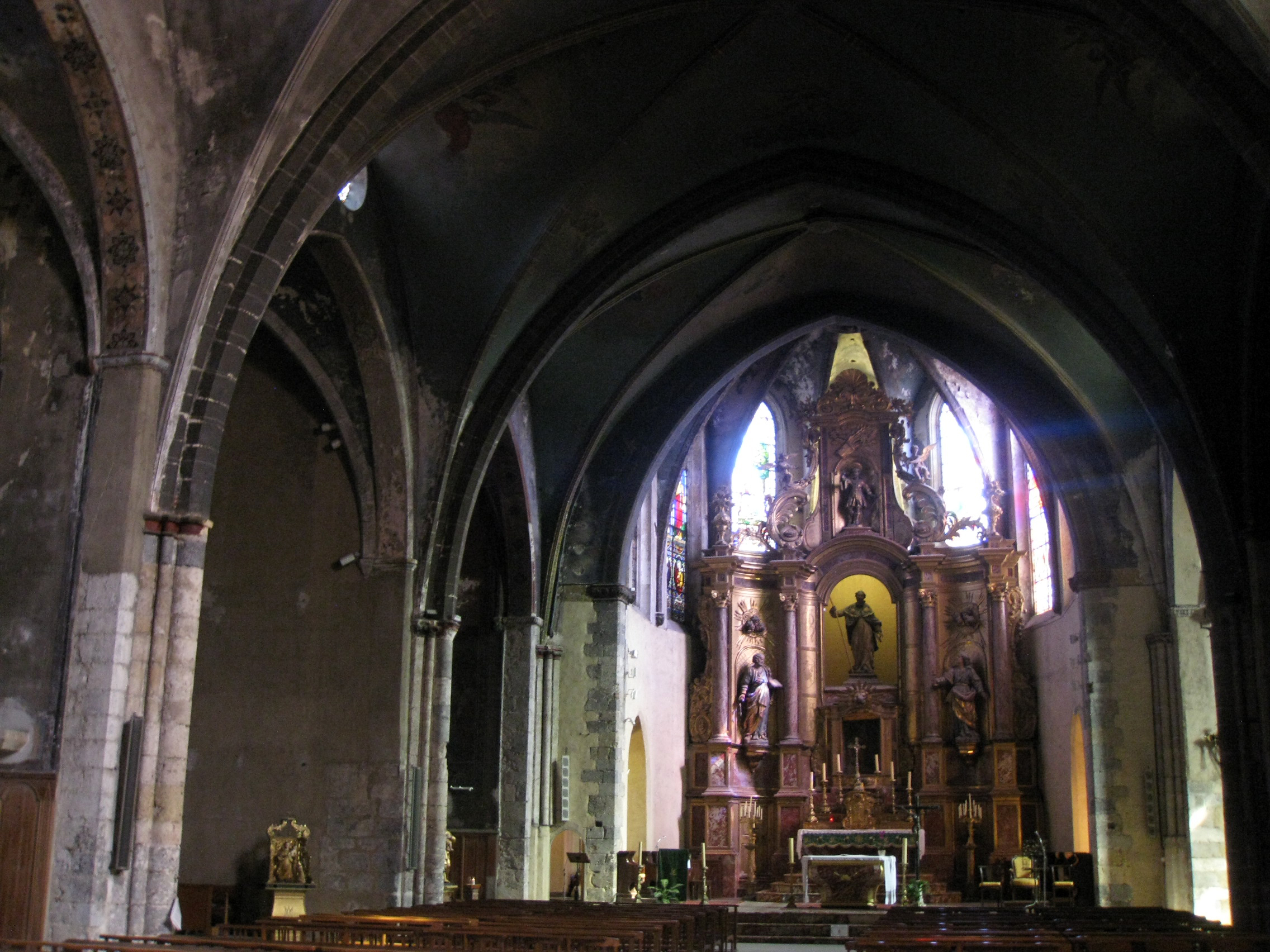
Nau i presbiteri

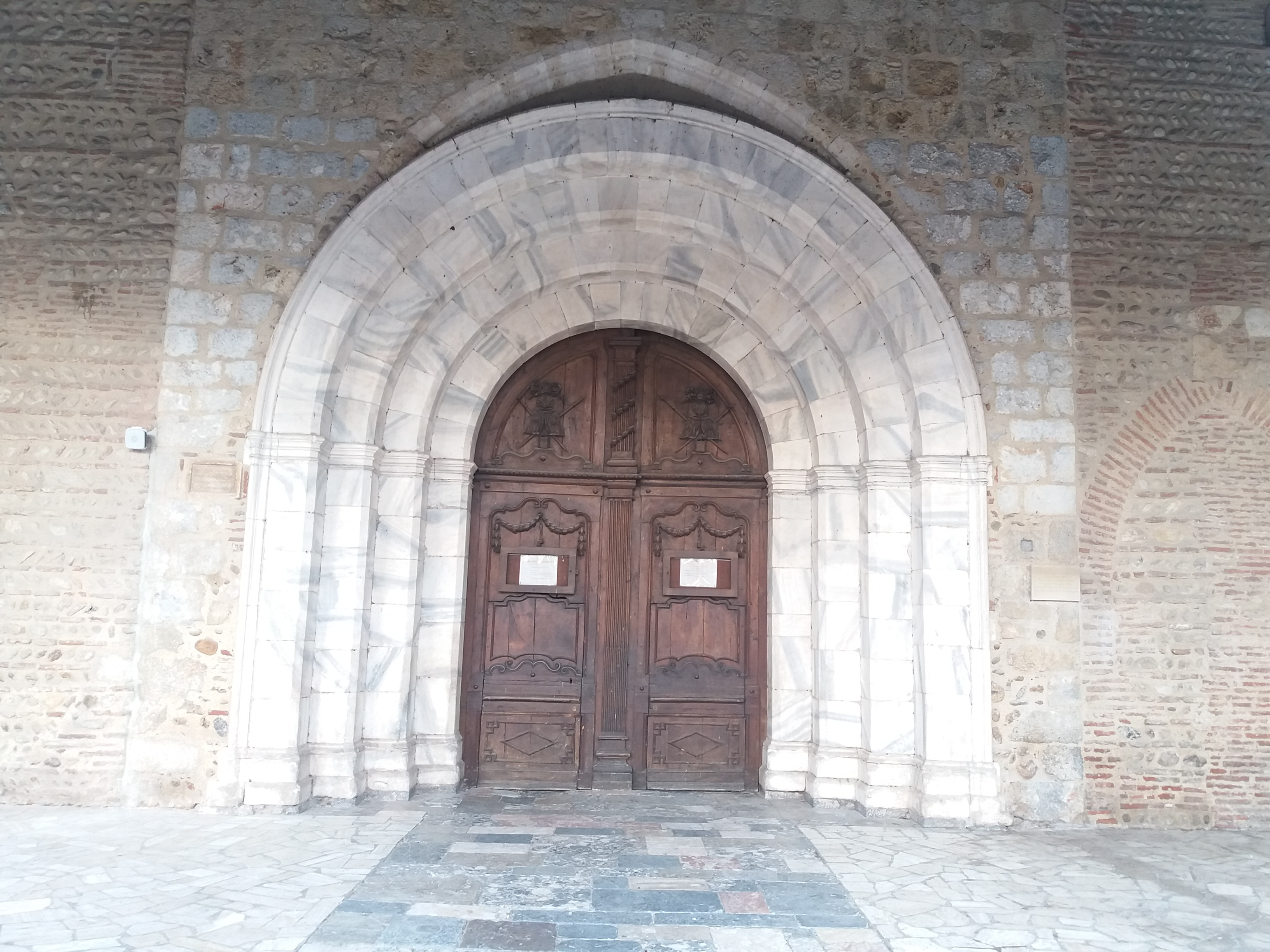
Portalada de l'església, antigament a Santa Maria de la Real

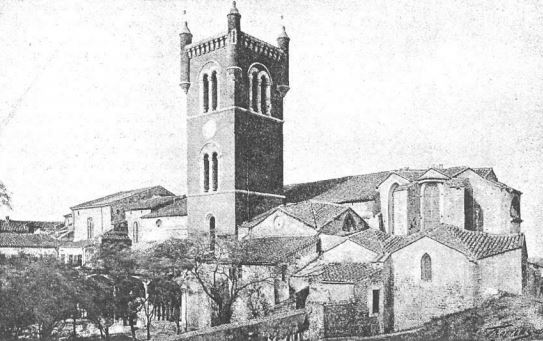
L'església el 1892

L'edifici actual data del 1245, i va ser la primera església construïda per a acompanyar l'expansió urbana del segle xiii. Fou Jaume I el Conqueridor que en va decidir la construcció. Inicialment no era dins la vila murada; va ser amb l'ampliació de les muralles durant el segle XIV quan va quedar inclosa a dins. Fou construïda en un barri en expansió, i alhora per tal de fomentar aquesta expansió, que s'havia anat formant en el Puig de Sant Jaume, turó que domina pel sud-est la vila primitiva de Perpinyà; aquest barri compartia dos tipus de població: d'una banda els teixidors, que, independitzats professionalment dels paraires, cercaven el desenvolupament de la seva indústria, i de l'altra els jueus, que establiren el seu call principalment en el pendís que unia la vila vella amb el Puig de Sant Jaume (anomenat en aquell moment Puig dels Teixidors).
La Comunitat de Preveres de Sant Jaume del Puig està documentada ja des del 1300, cosa que dona fe de la importància que aquesta església ha adquirit poc després de la seva erecció.

## L'edifici
El 1699 se li va adjuntar, a l'oest, una nova capella, la de la Sanch o Confraria de la Preciosa Sang de Jesucrist (fundada el 1416 per Sant Vicent Ferrer). El conjunt és prou gran i la seva peculiaritat és que el mur que separava la capella de l'església es va suprimir durant el Segon Imperi Francès, de manera que el visitant pot veure dos retaules d'altar major enfrontats.
Té una única nau, flanquejada per capelles amb contraforts i magnífics retaules d'estil català. La volta descansa sobre arcs diafragma. Va ser restaurada el 1785. La portalada és de marbre blanc de Ceret i es va instal·lar a mitjan segle xvii després d'haver estat desmuntada de la façana de l'església de Santa Maria de la Real. El campanar, que va ser reconstruït a mitjan segle xvi, va ser refet cap al 1850.

## Orgue

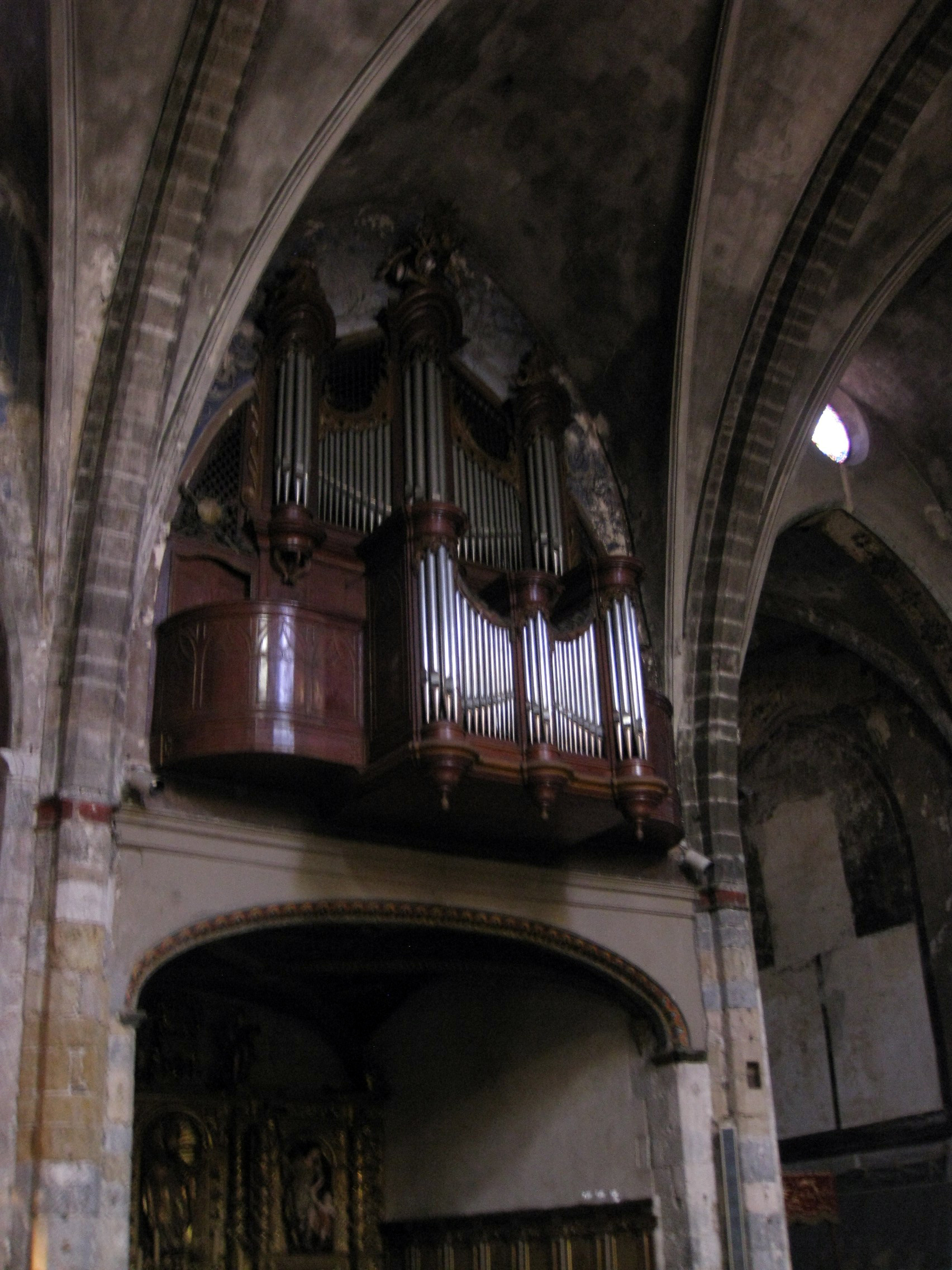
Orgue

El seu gran orgue va ser construït pels germans Grinda entre 1808 i 1816, després de la devastació de l'església durant la Revolució Francesa. Va ser restaurat el 1905 per la fàbrica Cavaillé-Coll-Mutin. Aquest bell instrument inclou una trentena de registres distribuïts en tres teclats manuals i de pedals. En general, s'ha mantingut estable i no ha patit més que poques modificacions per la qual cosa la seva estètica simfònica s'ha mantingut intacta.